# 이인덕
이인덕(李仁德, 1818년 ~ 1840년 1월 31일)은 조선의 천주교 박해 때에 순교한 한국 천주교의 103위 성인 중에 한 사람이다. 세례명은 마리아(Maria)이다.
그녀는 순교자 이영덕 막달레나의 동생이다.

## 생애
이인덕은 한양에서 태어났고, 어려서 외할머니의 가르침과 권유로 어머니 조 바르바라와 언니 이영덕과 함께 천주교 신자가 되었다. 그녀를 나무라는 사람이 거의 없을 정도로 그녀는 침착하고 정직했으며 겸손했다.
1839년 기해년의 박해로, 그녀는 어머니 언니 이영덕과 함께 체포되었고, 그 둘은 모두 옥중에서 극심한 고문과 형벌을 받으면서도 깊은 신앙을 보여주었다. 이영덕과 이인덕 자매는 모든 고통을 용감히 견디며 배교를 거부하였다.
관찬 기록에 따르면, 이인덕은 천주교에 깊이 물들어, 다른 교인들 보다 더 열렬히 그것을 믿었으며 외국인 선교사들을 더 깊이 존경하였고, 자신의 신앙을 위해서 죽기를 원했다고 한다.
마침내 이인덕은 1840년 1월 31일에 22세의 나이로 오늘날 서울에 있는 한양 근교의 당고개에서 다섯 명의 교우와 함께 참수형을 받아 순교하였다.

## 시복 · 시성
이인덕 마리아는 1925년 7월 5일에 로마 성 베드로 광장에서 교황 비오 11세가 집전한 79위 시복식을 통해 복자 품에 올랐고, 1984년 5월 6일에 서울특별시 여의도에서 한국 천주교 창립 200주년을 기념하여 방한한 교황 요한 바오로 2세가 집전한 미사 중에 이뤄진 103위 시성식을 통해 성인 품에 올랐다.

## 참고 문헌
- 가톨릭 사전: 이인덕
- Catholic Bishop's Conference Of Korea. 103 Martryr Saints: 이인덕 마리아 Maria Yi In-dog 보관됨 2014-12-14 - 웨이백 머신